# Sancha navarrai királyné
Sancha navarrai királyné (1139. körül – 1179.), a későbbi VII. Sancho navarrai király anyja.

## Élete
VII. Alfonz galíciai, leóni és kasztíliai király és első felesége, Barcelonai Berengária királyné lányaként született 1139 környékén, a Burgundiai-ház kasztíliai ágának tagjaként, szülei 7 gyermeke közül ötödikként, III. Sancho kasztíliai király, II. Ferdinánd leóni király, és Konstancia francia királyné testvéreként, valamint Sancha aragón királyné és Asztúriai Urraca királyné féltestvéreként.
1157-ben hozzáment VI. Sancho navarrai királyhoz, akitől hat gyermeke született:
- Sancho, később VII. Sanchóként Navarra uralkodója lett
- Ferdinánd
- Ramiro, később Pamplona püspöke
- Berengária, aki I. Oroszlánszívű Richárd angol király felesége lett
- Konstanca
- Blanka, aki III. Teobáld champagne-i grófhoz ment nőül

Sancha királyné 1179-ben halt meg, körülbelül 40 évesen, özvegyen hagyva férjét, aki többé nem nősült újra, s 1194 júniusában hunyt el, 60-61 éves korában.